# Zhongjianosaurus
Zhongjianosaurus (лат.) — род мелких хищных динозавров из семейства дромеозаврид (Dromaeosauridae). Обитали на территории современной КНР, в раннем меловом периоде.
Родовое и видовое (единственного вида) названия даны в честь основателя палеонтологии позвоночных в Китае Ян Чжунцзяня.
Весит около 0,31 кг и считается самым маленьким из известных тероподов. Имел крючковатые когти, четыре крыла, длинный хвост и зубастый клюв.